# Medenytchi
Medenytchi (en ukrainien : Меденичі) est une commune urbaine de l'oblast de Lviv, en Ukraine. Sa population s'élevait à 3 321 habitants en 2021. 

## Géographie
Medenytchi se trouve à 20 km au nord-est de Drohobytch, à 50 km au sud-sud-ouest de Lviv, à 498 km à l'ouest-sud-ouest de Lviv.

## Histoire
La première mention écrite de la localité, sous le nom de Medenitsia (en russe : Medenitsa), remonte à l'année 1395. Avant 1772, elle fait partie de la voïvodie de Ruthénie, dans la république des Deux Nations (Pologne-Lituanie). Elle passe ensuite sous la souveraineté de l'Autriche, puis de la Pologne après la Première Guerre mondiale, sous le nom de Medenice
En septembre 1939, Medenitsia est occupée par les forces du Front ukrainien de l'Armée rouge et annexée par l'Union soviétique. Le 4 décembre 1939, elle est rattachée à l'oblast de Drohobytch, dans la république socialiste soviétique d'Ukraine. Elle devient le centre administratif du raïon de Medenitsa le 17 janvier 1940 et obtient le statut de commune urbaine. 
En juillet 1941, les Allemands occupent la ville. Des pogroms contre la communauté juive instigués par locaux débutent au printemps 1942. En août 1942, la majorité des juifs de la ville sont déportés au camp d'extermination de Belzec. De nombreux juifs seront assassinés sur place par des Allemands dans le cadre de la Shoah par balles.
Le 23 octobre 1989 Medenitsia est renommée Medenytchi.

## Population
- 2019 : 3 364[3]
- 2021 : 3 321[4]